# Sláva Doseděl
Ctislav Doseděl, dit Sláva Doseděl, né le 14 août 1970 à Přerov, est un ancien joueur de tennis professionnel tchèque.
Il a remporté trois titres ATP en simple et un en double, ainsi que cinq tournois Challenger. Passé professionnel en 1989 et retiré du circuit en 2001, il a atteint son meilleur classement à l'ATP (26e place) en 1994.
En 1999, il est apparu dans un film tchèque, Voda života.

## Palmarès

### Titres en simple messieurs
| No | Date       | Nom et lieu du tournoi   | Catégorie    | Dotation  | Surface      | Finaliste    | Score                 |          |
| -- | ---------- | ------------------------ | ------------ | --------- | ------------ | ------------ | --------------------- | -------- |
| 1  | 23-10-1995 | Hellmann's Cup, Santiago | World Series | 203 750 $ | Terre (ext.) | Marcelo Ríos | 7-63, 6-3             |          |
| 2  | 29-04-1996 | BMW Open, Munich         | World Series | 400 000 $ | Terre (ext.) | Carlos Moyà  | 6-4, 4-6, 6-3         | Parcours |
| 3  | 28-07-1997 | Grolsch Open, Amsterdam  | World Series | 475 000 $ | Terre (ext.) | Carlos Moyà  | 7-64, 7-65, 64-7, 6-2 |          |

### Finales en simple messieurs
| No | Date       | Nom et lieu du tournoi    | Catégorie    | Dotation  | Surface      | Vainqueur           | Score    |  |
| -- | ---------- | ------------------------- | ------------ | --------- | ------------ | ------------------- | -------- |  |
| 1  | 01-11-1993 | Banespa Open, São Paulo   | World Series | 175 000 $ | Terre (ext.) | Alberto Berasategui | 6-4, 6-3 |  |
| 2  | 27-04-1998 | Paegas Czech Open, Prague | World Series | 340 000 $ | Terre (ext.) | Fernando Meligeni   | 6-1, 6-4 |  |
| 3  | 26-04-1999 | Tento Czech Open, Prague  | Int' Series  | 475 000 $ | Terre (ext.) | Dominik Hrbatý      | 6-2, 6-2 |  |

### Titre en double messieurs
| No | Date       | Nom et lieu du tournoi                               | Catégorie    | Dotation  | Surface      | Partenaire   | Finalistes                | Score         |  |
| -- | ---------- | ---------------------------------------------------- | ------------ | --------- | ------------ | ------------ | ------------------------- | ------------- |  |
| 1  | 20-05-1996 | International ÖTV Raiffeisen Grand Prix Sankt Pölten | World Series | 400 000 $ | Terre (ext.) | Pavel Vízner | David Adams Menno Oosting | 6-7, 6-4, 6-3 |  |